# München Nord Rangierbahnhof

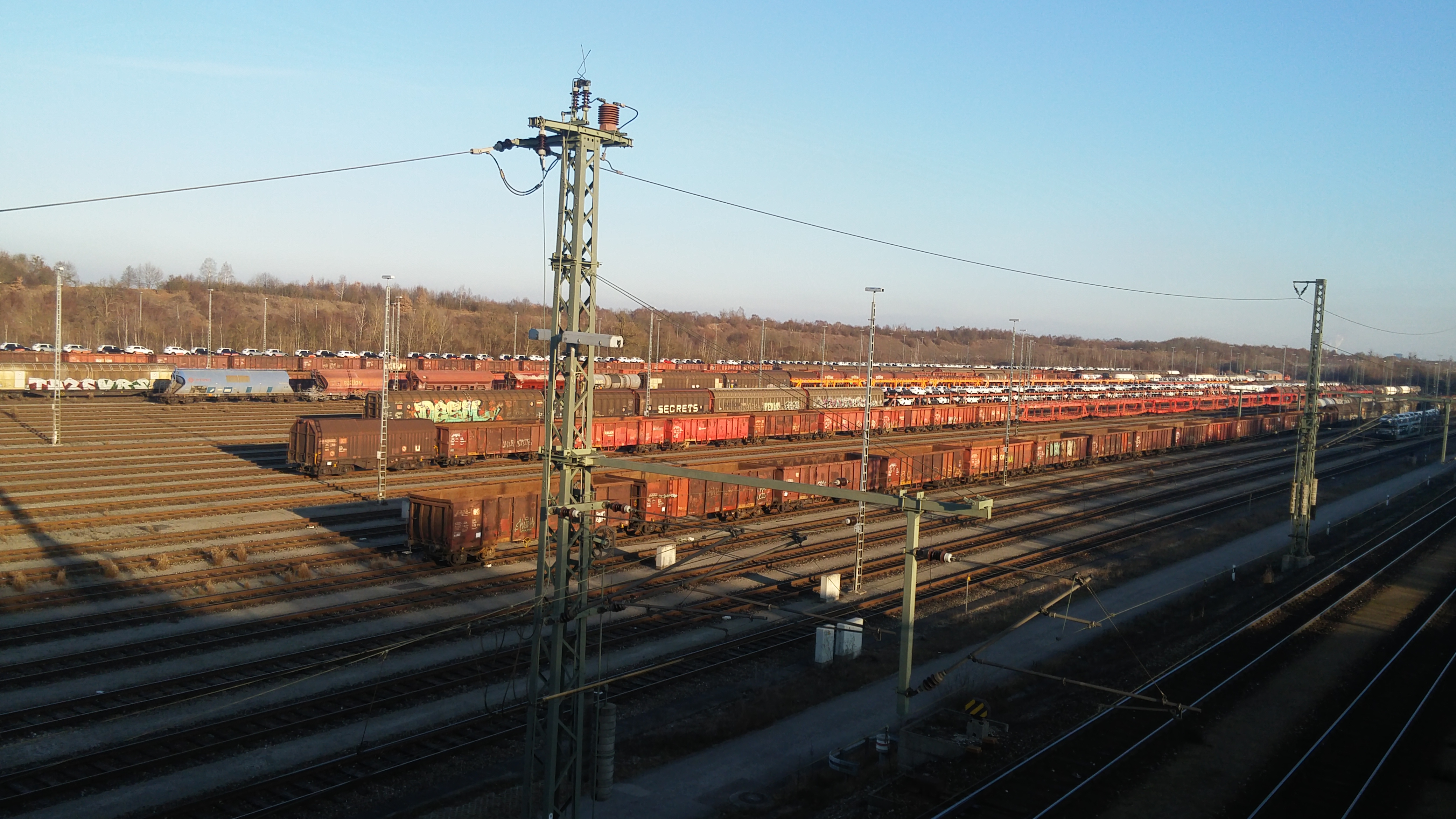
Güterwagen auf den Richtungsgleisen

München Nord Rangierbahnhof (bahnamtlich München Nord Rbf) ist ein Rangierbahnhof im Norden von München, in den Stadtbezirken Moosach und Feldmoching-Hasenbergl. Er wurde 1991 in Betrieb genommen und ist einer der modernsten Rangierbahnhöfe Deutschlands. Er ersetzte die bislang genutzten Rangierbahnhöfe München Ost Rbf und München-Laim Rbf.

## Bau
Der Bahnhof wurde für 64 Richtungsgleise geplant, gegliedert in acht Gruppen mit je acht Gleisen. In einem ersten Bauabschnitt wurden jedoch nur die fünf südlichen Gleisgruppen mit zusammen 40 Richtungsgleisen gebaut. Weitere Gleise wurden bis heute nicht mehr ergänzt. Aus der südlichen Richtungsgruppe können die Züge direkt ausfahren, aus den anderen vier Gruppen müssen die Züge zunächst in die Ausfahrgruppe vorgezogen werden.
Als Berg- und Talbremsen wurden Balkengleisbremsen verbaut, in den Richtungsgleisen befinden sich Gummigleisbremsen. Direkt hinter diesen befindet sich die Räumzone, aus der die Wagen mithilfe einer Eisenbahnwagenförderanlage geschoben werden.
Im Rahmen der Bauarbeiten musste die Bahnstrecke München–Landshut, die den Rangierbahnhof im Bereich der Ausfahrgruppe kreuzt, in einen Tunnel umgelegt werden.
Der südlich der Baustelle gelegene Bahnhof München-Ludwigsfeld wurde in den 1940er Jahren als Baugüterbahnhof für den damals geplanten Hochleistungsrangierbahnhof im Münchner Norden errichtet. Ab 1987 diente er dann als Baugüterbahnhof für den nun neu konzipierten Rangierbahnhof München Nord. Zur Baufeldfreimachung wurden Teile des Bahnhofs abgebrochen und der Baugüterbahnhof mit Eröffnung des Rangierbahnhofs im Herbst 1991 vollständig stillgelegt.

### Kritik
Der Bau stieß bei Anwohnern und Naturschützern auf heftigen Widerstand. Die Aktionsgemeinschaft „Rettet den Münchner Norden“ vertrat damals bis zu 100.000 Bürger in den betroffenen Stadtteilen von der Lerchenau bis zum Allacher Forst. Die Einrichtung sei wie ein Sperr-Riegel zwischen die zusammengehörigen Viertel Moosach und Ludwigsfeld getrieben worden. Der Oberbürgermeister Georg Kronawitter geißelte den Bau als „Jahrhundert-Todsünde“.
Darüber hinaus wurde der denkmalgeschützte neuromanische Uhrenturm des ehemaligen Herrenhauses Ludwigsfeld von 1892 in einem Lärmschutzwall des Rangierbahnhofs begraben. Laut DB war eine Verlegung des Walls nicht möglich.

### Umwelt

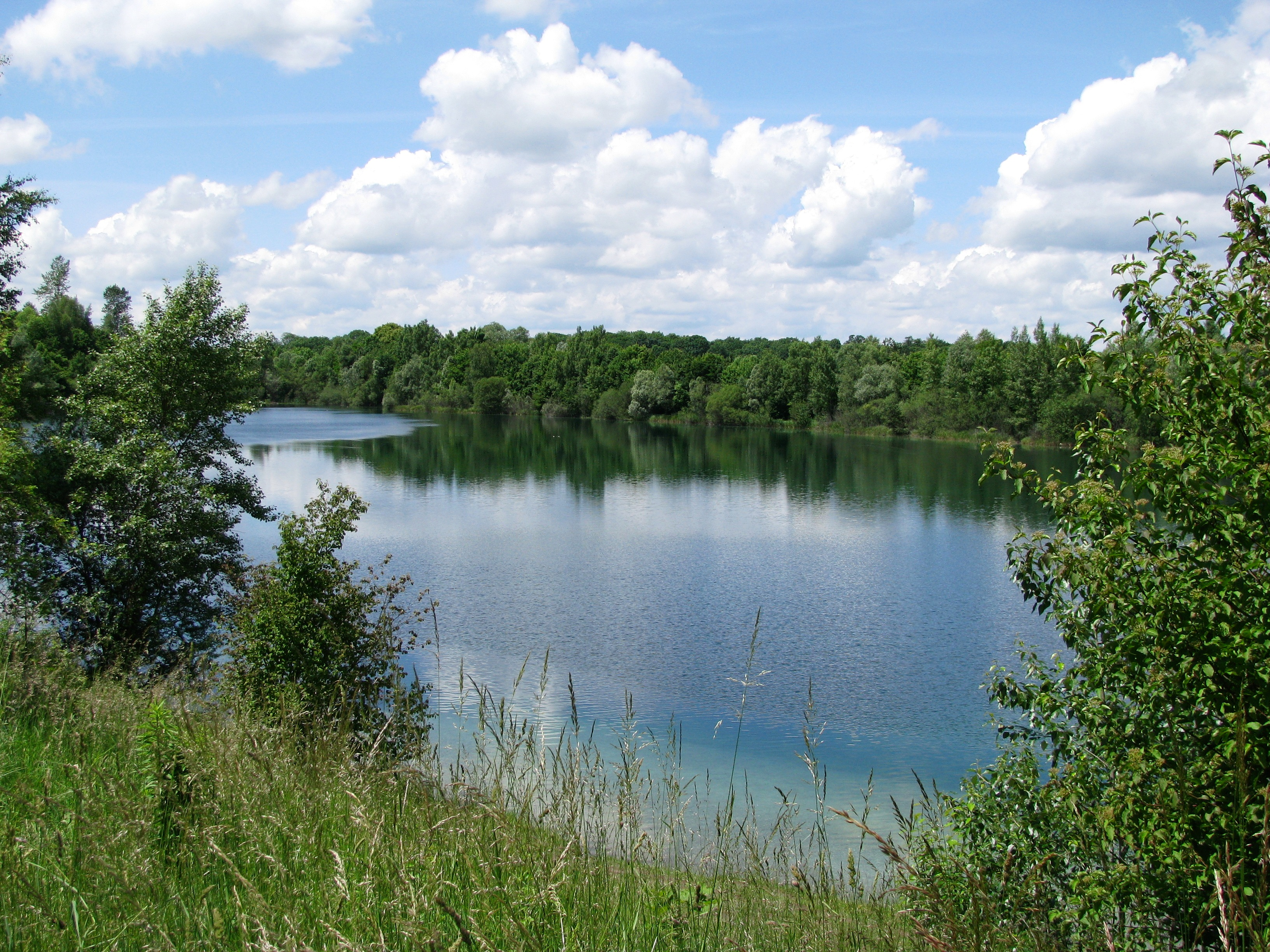
Löschwassersee

Das in den dreißiger Jahren abgeschobene, mehrere Hundert Hektar große Areal des Rangierbahnhofgeländes blieb 50 Jahre lang der Natur überlassen. Bis zum Baubeginn 1988 war das Gelände mitten in München ein einzigartiges Naturparadies mit artenreichen Vegetationstypen, darunter Sanddorndickichte, Sekundär-Birkenwald, amphibien- und libellenreiche Tümpel sowie blüten- und insektenreiche Magerwiesen. Bis zur Zerstörung im Jahre 1988 soll dort u. a. die größte Kolonie der (heute gefährdeten) Wechselkröte in Deutschland gewesen sein. 174 Hektar Biotopfläche wurden vernichtet.
Beim Bau der Anlage schuf man umfangreiche Lärmschutzwälle sowie Wanderwege entlang des Bahnhofs. Auch der Landschaftssee Allacher Lohe wurde künstlich angelegt. Er dient als Betriebs- und Löschwassersee. Naturschützer kritisierten, dass der Rangierbahnhof direkt an die Südgrenze des Allacher Forsts gebaut wurde.
Als Ausgleichfläche wurde die Streuwiese am Ludwigsfelder Moos angepflanzt.

## Betrieb

### Arbeitsweise

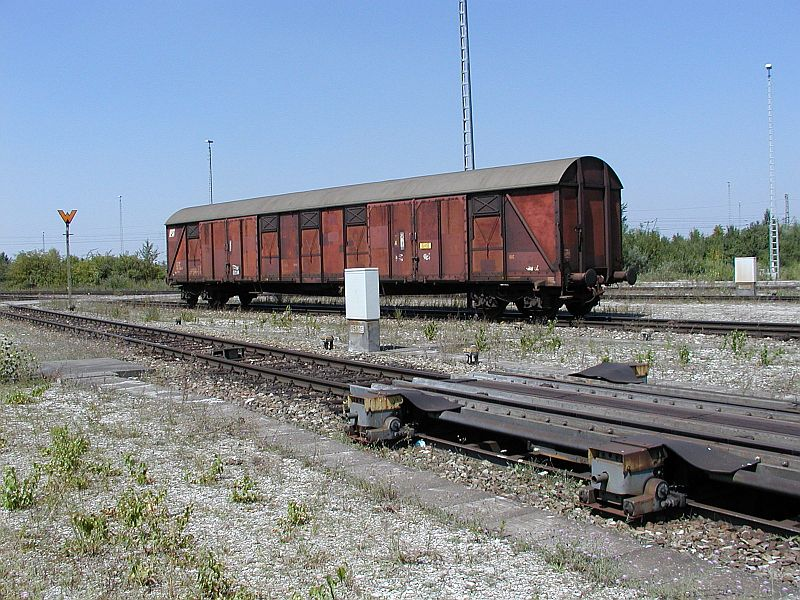
Ablaufbetrieb, rechts eine der fünf Talbremsen

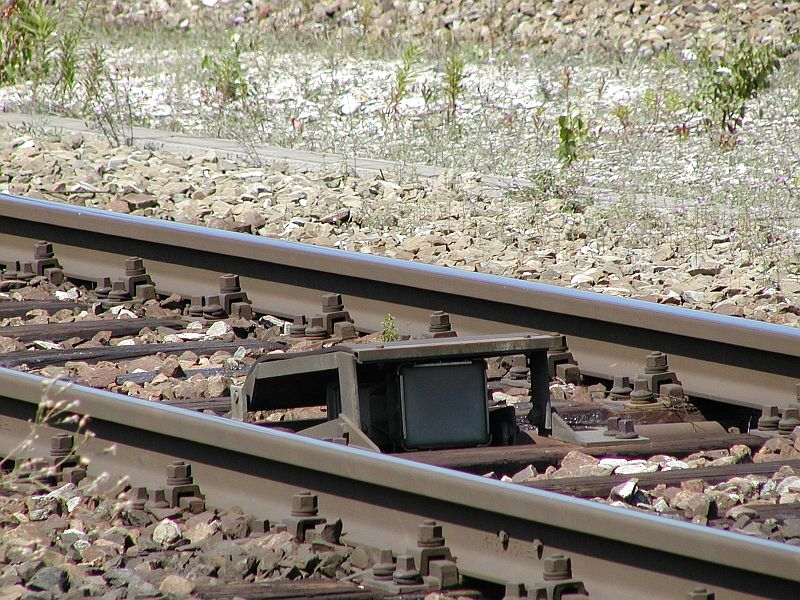
Radarkontakt im Gleis

In der Einfahrgruppe werden die Wagengruppen der einzelnen Züge voneinander getrennt und nicht, wie es auf vielen Rangierbahnhöfen der Fall ist, lang gemacht. Speziell umgebaute Lokomotiven der Baureihe 290 dienen als Bergloks. Der Lokführer muss nur bis an das Zugende manuell steuern. Den Abdrückvorgang steuert ein Rechner im Elektronischen Stellwerk (ESTW). Der Rechner regelt dabei die Geschwindigkeit anhand der digitalen Zerlegeliste für den Zug. Erreichen die Wagen den Scheitelpunkt, laufen sie automatisch ab.
Bereits um 1999/2000 wurde ein vollautomatisches Betriebsverfahren für die Bergloks getestet, welches jedoch wegen Problemen mit den von Honeywell gelieferten Radarsensoren und schließlich für weitere Entwicklungsarbeiten nicht vorhandenen Geldmitteln nicht im Realbetrieb eingesetzt wurde. Eine Vollautomatisierung ist aber weiterhin geplant.
Die Verteilung der Wagen in die einzelnen Richtungsgleise geschieht ebenfalls vollautomatisch. Mit der Hilfe von Radarkontakten, Gewichtgebern und Gleiskontakten errechnet der Ablaufsteuerrechner im ESTW die Intension der Gleisbremsen. In den Richtungsgleisen befindet sich die Beidrück-Förderanlage, welche die einzelnen Wagen dann zusammenschiebt, damit sie vom Rangierpersonal wieder für einen neuen Zug gekuppelt werden können.
Da der Bahnhof über keine Nachsortiergruppe verfügt (geplant, Stand 2022 nicht realisiert), müssen die für manche Verbindungen notwendigen Nachsortierarbeiten in den Richtungsgruppen geschehen, was zu einer verminderten Leistungsfähigkeit des Bahnhofes führt.

### Zugverkehr
Neben dem Rangierbahnhof Nürnberg findet in München Nord Rbf der Güterwagenumschlag für Südbayern statt. Viele Züge fahren nach Österreich oder Italien. Im Nachtsprung erreichen den Bahnhof auch Güterzüge aus den deutschen Seehäfen. Für den Warenaustausch im kombinierten Ladungsverkehr befindet sich im Münchner Osten der Umschlagbahnhof München-Riem. Güterzüge nach Seddin bei Berlin oder Halle (Saale) Gbf werden meist über Nürnberg abgewickelt. Es gibt deshalb mehrmals täglich besondere Züge zwischen den Rangierbahnhöfen München Nord und Nürnberg.
Für das Münchner Umland werden die Cargo-Bedienfahrten zusammengestellt.
Durchgehende Züge auf dem Münchner Nordring passieren den Rangierbahnhof, beispielsweise die Rollende Landstraße.

## Stellwerk

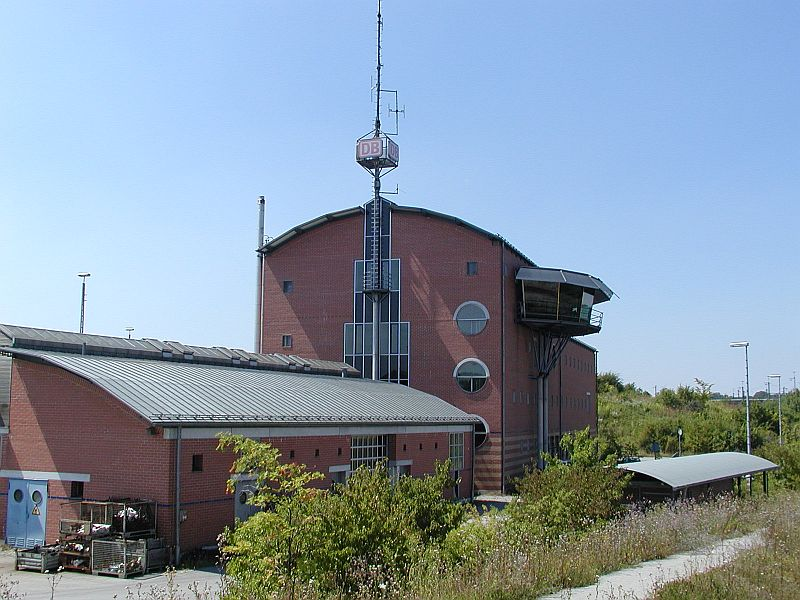
ESTW München Nord Rbf

Der Bahnhof wird von einem elektronischen Stellwerk gesteuert, in dem sich neben den Fahrdienstleitern auch die Bergmeister befinden. Es handelt sich bei diesem Stellwerk um eines der ersten Serienstellwerke in Deutschland.

## Betriebswerk
Dem Rangierbahnhof angegliedert ist ein Bahnbetriebswerk, in dem sich Behandlungseinrichtungen für die Lokomotiven befinden. Das Betriebswerk wurde von einem eigenen kleinen Stellwerk gesteuert, welches 2015 an das Fahrdienstleiterstellwerk angeschlossen wurde.

### Wagenwerk
Ebenfalls im Bahnhof vorhanden ist ein Wagenwerk zur Instandhaltung von Güterwagen, die aufgrund von Mängeln oder Wartungsfristen aufgearbeitet werden müssen, auch verfügt das Werk über ein Gleis für Fristarbeiten und Kleinreparaturen an Diesel und Elektrotriebfahrzeugen.

## Umschlagterminal
Die Deutsche Bahn stellt 2023 Pläne vor, auf dem Gelände des Bahnhofs von 2028 bis 2031 ein Umschlagterminal für den Kombinierten Verkehr zu errichten, da der Umschlagbahnhofs München-Riem an seiner Kapazitätsgrenze angelangt ist.

## Mögliche Schließung

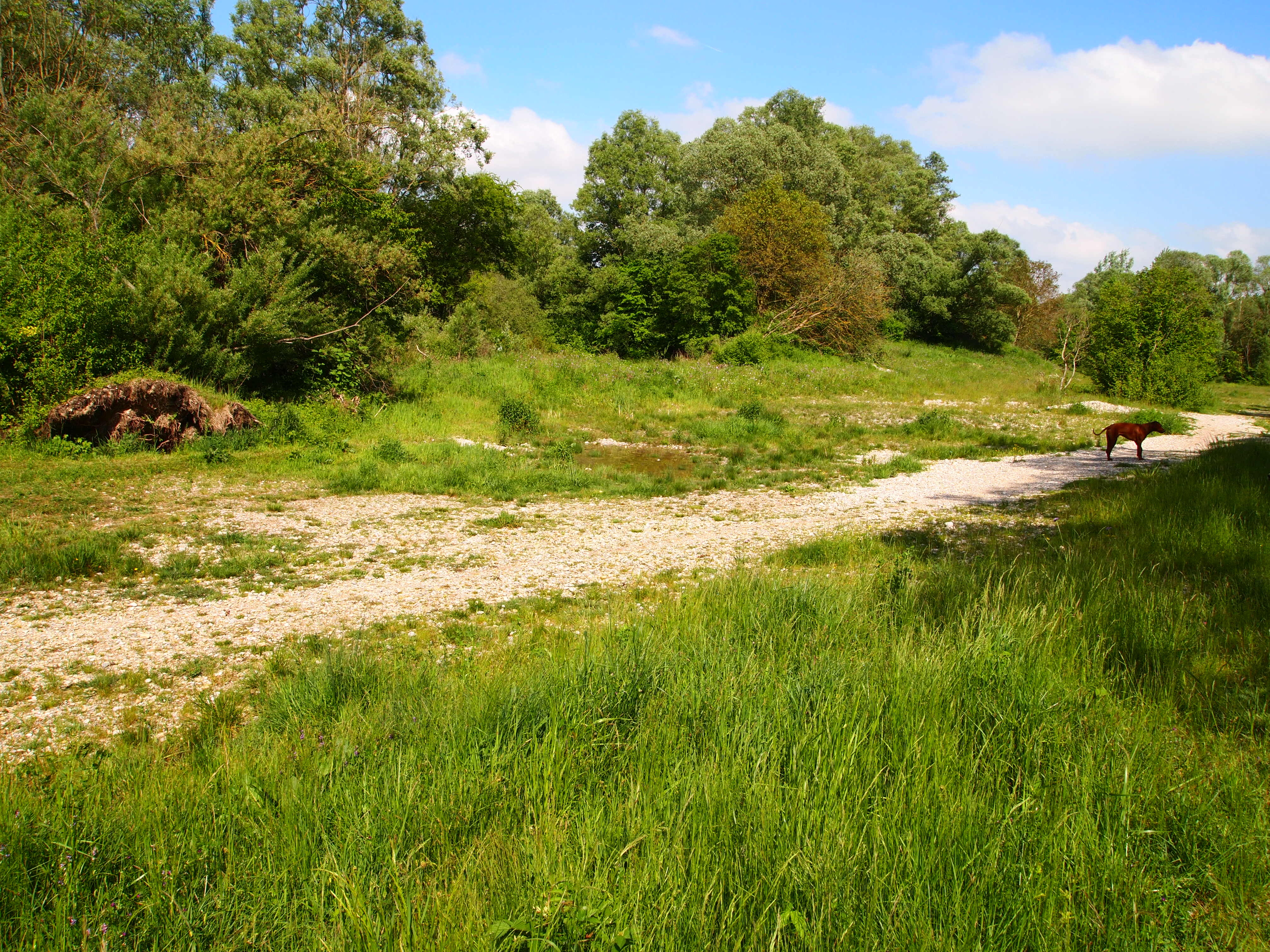
Biotop am Rangierbahnhof

In den letzten Jahren kam es zu deutlich geringerer Nutzung der Gleise. Immer weniger Unternehmen nutzen bestehende Gleisanschlüsse in München. Der Transport von Gütern auf der Straße ist oft günstiger. Nach Informationen der Bahn-Gewerkschaft EVG prüfte der DB-Vorstand 2013, den Rangierbahnhof einzustellen und nach Nürnberg zu verlagern.
Die Trasse ist auch als Personenverkehr S-Bahn-Nordring im Gespräch, als tangentiale Verbindung zwischen Moosach und der Studentenstadt.